# Tipula (Pterelachisus) lacunosa
Tipula (Pterelachisus) lacunosa is een tweevleugelige uit de familie langpootmuggen (Tipulidae). De soort komt voor in het Oriëntaals gebied.